# 康兆
康兆（：／，964年—1010年12月31日），《遼史》作康肇，是高麗王朝武將、大臣。初名康進刑，本貫信川，為康泰周之子。

## 生平
高麗穆宗時，累官中樞使、右常侍，出為西北面都巡檢使，鎮守西北邊境。1009年，穆宗病重，知金致陽陰謀篡位，便派皇甫兪義往迎大良院君王詢（即後來的顯宗）。又知殿中監李周楨附致陽，權授西北面都巡檢副使，即日發遣，仍徵康兆入衛開京。康兆奉命前來，行至洞州龍川驛，內史主書魏從正、安北都護掌書記崔昌曾坐事被黜，深怨朝廷，常常想要叛亂，便都來見康兆，說穆宗病重將死、千秋太后同金致陽陰謀奪社稷，因為忌憚康兆手握重兵才召他前來都城，再加以殺害。康兆聽信其言，立即回歸本營，舉兵向開京進軍。兵至平州時，才探知穆宗並未死去，垂頭喪氣。諸將說：「業已來矣，不可止。」於是康兆率軍進入開京發動政變，擁戴王詢為國王，是為顯宗，廢穆宗為讓國公，並派人殺死金致陽及其黨羽、流放千秋太后家人。康兆的手下殺死穆宗，並以自刎上報。康兆命人拆下門扇做棺材，停於館中，使人以縣倉米作飯祭之。顯宗封康兆為中臺使，不久又封为吏部尚書、參知政事。
顯宗元年（1010年），遼聖宗以討伐弑君之賊康兆為由，率40萬契丹大軍攻打高麗。顯宗任命康兆為行營都統使，李鉉雲為副使，派兵三十萬軍于通州以備之。十一月，契丹兵渡鴨綠江，圍興化鎭。康兆引兵出通州城南，分軍為三，隔水而陣，一營于州西，據三水之會，康兆居其中；一營于近州之山，一附城而營。康兆以劒車排陣，契丹兵入則劒車合攻之，無不披靡。康兆便有了輕敵之心。契丹先鋒耶律盆奴率詳穩耶律敵魯擊破三水砦，鎭主報告契丹兵至，康兆不信，怒而叱之。大量契丹兵湧入之後，康兆慌忙起身，被契丹兵俘虜，以氈載之而去。李鉉雲亦被執。遼聖宗親自釋其縛，勸他投降。康兆說：「我是高麗人，何更為汝臣乎？」遼聖宗又多次勸降，李鉉雲投降了，康兆怒叱之。於是遼聖宗將其誅殺。

## 影視形象
- 《千秋太后》，2009年KBS電視劇，崔宰誠飾
- 《高麗契丹戰爭》 (電視劇)